# Masashi Eriguchi
Masashi Eriguchi (jap. 江里口 匡史, Eriguchi Masashi; * 17. Dezember 1988 in Kikuchi) ist ein ehemaliger japanischer Leichtathlet, der sich auf den Sprint spezialisiert hat.

## Sportliche Laufbahn
Erste internationale Erfahrungen sammelte Masashi Eriguchi im Jahr 2007, als er bei der Sommer-Universiade in Bangkok mit der japanischen 4-mal-100-Meter-Staffel an den Start ging und dem Team zum Finaleinzug verhalf. Zwei Jahre später gewann er bei den Studentenweltspielen in Belgrad in 10,33 s die Bronzemedaille im 100-Meter-Lauf hinter dem Honduraner Rolando Palacios und Amr Ibrahim Mostafa Seoud aus Ägypten. Zudem wurde er mit der Staffel im Vorlauf disqualifiziert. Anschließend schied er bei den Weltmeisterschaften in Berlin über 100 Meter mit 10,45 s im Viertelfinale aus und erreichte mit der Staffel in 38,30 s Rang vier. Mitte November scheiterte er bei den Asienmeisterschaften in Guangzhou mit 10,82 s im Vorlauf, siegte aber mit der Staffel in 39,01 s. Bei den Leichtathletik-Hallenweltmeisterschaften 2010 in Doha erreichte er im 60-Meter-Lauf das Halbfinale, in dem er mit 6,77 s ausschied. Anschließend nahm er an den Asienspielen in Guangzhou teil und schied dort mit 10,56 s im Halbfinale aus und verpasste mit der Staffel mit 47,14 s den Finaleinzug.
2011 gewann er bei den Asienmeisterschaften in Kōbe in 10,28 s die Silbermedaille hinter dem Chinesen Su Bingtian und verteidigte mit der Staffel in 39,18 s den Titel von 2009. Anschließend nahm er mit der Staffel an den Weltmeisterschaften in Daegu teil, schied dort aber mit 38,66 s im Vorlauf aus. 2012 qualifizierte er sich für die Teilnahme an den Olympischen Spielen in London, scheiterte dort aber über 100 Meter mit 10,30 s in der ersten Runde, während er mit der Staffel in 38,35 s den vierten Platz belegte. 2014 belegte er bei den Hallenasienmeisterschaften in Hangzhou in 6,73 s den vierten Platz über 60 Meter und schied anschließend bei den World Relays auf den Bahamas mit der 4-mal-200-Meter-Staffel mit 1:23,87 min im Vorlauf. In den folgenden Jahren bestritt er nur vereinzelt Wettkämpfe, ehe er 2018 in Osaka im Alter von 27 Jahren seine aktive sportliche Karriere beendete.
In den Jahren von 2009 bis 2012 wurde Eriguchi japanischer Meister im 100-Meter-Lauf.

## Persönliche Bestzeiten
- 100 Meter: 10,07 s (+1,9 m/s), 28. Juni 2009 in Hiroshima
  - 60 Meter (Halle): 6,73 s, 2. Februar 2013 in Osaka
- 200 Meter: 20,80 s (+1,0 m/s), 3. Mai 2012 in Shizuoka